# Ballabile
Ballabile (česky též balábile) je italský hudební termín používaný k popisu hudby s „tanečním“ rytmem nebo k pojmenování hudební skladby či choreografického díla.

## Etymologie
Ballabile (množné číslo ballabili) je zpřídavnělé podstatné jméno mužského rodu, odvozené od italského slovesa ballare –  tančit.

## Využití

### Instrumentální hudba
Taneční čísla (polonéza, valčík, polka, čtverylka, mazurka, tarantela a kvapík) z Carnavale di Milano Hanse von Bülowa nesou obecný název Ballabili. Druhá skladba z cyklu Cinq pièces pour piano (1889) Emmanuela Chabriera je ballabile zkomponovaný pro soutěž ve čtení na konzervatoři v Bordeaux.

### Opera
Giacomo Meyerbeer použil tento termín pro pojmenování tří tanců (Primo, Secondo a Terzo Ballabile) ze scény „vzkříšení jeptišek" ve třetím dějství opery Robert ďábel a pro taneční hudbu plesové scény na začátku pátého dějství Hugenotů.

### Balet

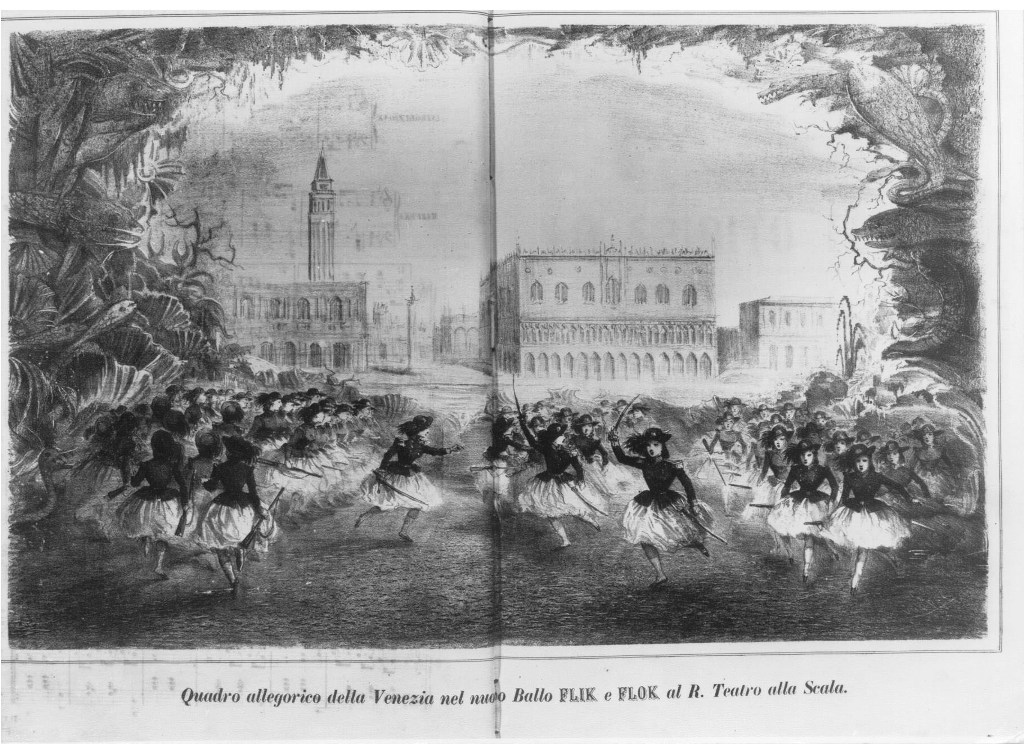
Alegorický obraz benátské laguny z baletu Flik a Flok v divadle La Scala (1862)

V baletu je ballabile velký skupinový tanec s baletní hudbou, který zakončuje nějakou scénu nebo tvoří závěr baletu; vznikl za  Noverrovy reformy baletu a při požadavku využití ansámblových výjevů k vyvrcholení dramatické stavby baletu.
Používá se v romantickém baletu, kde může být jednou ze součástí grand pas. Předvádí jej baletní soubor, ke kterému se připojují sólisté, ale nezahrnuje samostatnou choreografickou figuru. V baletu Flik a Flok Paola Taglioniho je říční scéna ballabile (na začátku Marche des bersagliers-„pochodu bersaglierů").) Scéna končí kvapíkem balerín-bersaglierů na pozadí benátské laguny.